# 小约翰·D·洛克菲勒纪念公园大道
小約翰·D·洛克菲勒紀念公園大道（英語：John D. Rockefeller Jr. Memorial Parkway）是一條景色秀麗的道路和保護區，它連接美國懷俄明州的大提頓國家公園和黃石國家公園。小約翰·D·洛克菲勒紀念公園大道由大提頓國家公園的國家公園管理局管理。它的名字是為了紀念小約翰·戴維森·洛克斐勒，他是一位環境保護主義者和慈善家。小約翰·D·洛克菲勒紀念公園大道經過89號美國國道、191號美國國道和287號美國國道。